# ميخائيل فرنسيس جيبسون
ميخائيل فرنسيس جيبسون (بالإنجليزية: Michael Francis Gibson)‏ هو كاتب سيناريو وكاتب وصحفي أمريكي، ولد في 18 يوليو 1929، وتوفي في 7 يونيو 2017.

## وصلات خارجية
- ميخائيل فرنسيس جيبسون على موقع IMDb (الإنجليزية)
- ميخائيل فرنسيس جيبسون على موقع ألو سيني (الفرنسية)
- ميخائيل فرنسيس جيبسون على موقع أول موفي (الإنجليزية)
- ميخائيل فرنسيس جيبسون على موقع قاعدة بيانات الأفلام السويدية (السويدية)
- ميخائيل فرنسيس جيبسون على موقع قاعدة بيانات الفيلم (الإنجليزية)
- ميخائيل فرنسيس جيبسون على موقع كينوبويسك (الروسية)